# Lingao

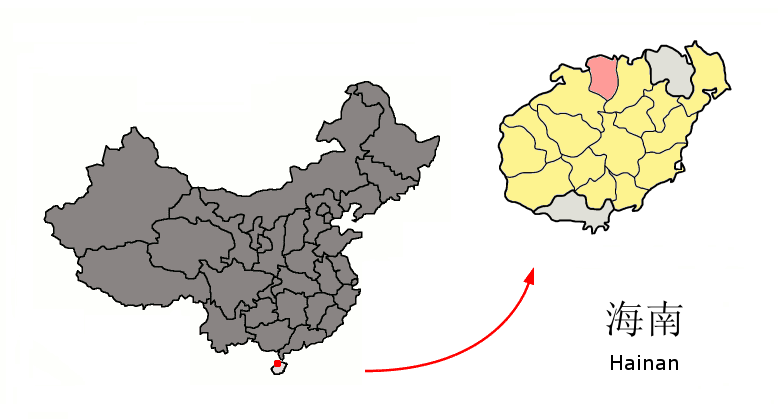
Lage des Kreises Lingao (rosa) in dem direkt der Provinz unterstellten Gebiet (gelb)

Lingao (chinesisch 临高县, Pinyin Língāo Xiàn) ist ein südchinesischer Kreis der Inselprovinz Hainan. Die Fläche beträgt 1.309 Quadratkilometer und die Einwohnerzahl 420.594 (Stand: Zensus 2020).